# Puntius sirang
Puntius sirang är en fiskart som först beskrevs av Herre 1932.  Puntius sirang ingår i släktet Puntius och familjen karpfiskar. IUCN kategoriserar arten globalt som sårbar. Inga underarter finns listade i Catalogue of Life.